# ويلي روي
ويلي روي (8 فبراير 1943 - ) هو لاعب كرة قدم ألماني يلعب كمهاجم.

## روابط خارجية
- ويلي روي على موقع قاعدة بيانات كرة القدم.إي يو (الإنجليزية)
- ويلي روي على موقع ناشيونال فوتبول تيمز (الإنجليزية)